# Полярна звезда (Малка мечка)
Вижте пояснителната страница за други значения на Полярна звезда.
Полярната звезда е най-ярката звезда от съзвездието Малка мечка. За наблюдател на дадена географска ширина тя не променя височината си над хоризонта, понеже се намира близо до северния небесен полюс. Полярната звезда е тройна система, като главната звезда в тази система е променлива от типа δ Цефей (цефеида). Тя винаги сочи север и по това се ориентирали древните хора за посоките.
За да откриете звездата, трябва първо да намерите Голяма мечка. След като намерите съзвездието в небето, намерете предните две звезди, чиито имена са Mерак и Дубхе. Премерете разстоянието от Мерак до Дубхе и я нанесете пет пъти от посока Мерак към Дубхе. По този начин ще намерите полярната звезда.